# Fallex 66
FALLEX 66 (fall exercise '66) bezeichnet eine Stabsrahmenübung der NATO im Kalten Krieg, die 1966 abgehalten wurde. Bei dieser Übung sollte das Zusammenspiel zwischen den einzelnen NATO-Organen, nationalen Entscheidungsträgern und deren untergeordneten Befehlsempfängern getestet werden. Tatsächliche Truppenbewegungen fanden nicht statt.

## Vorgeschichte

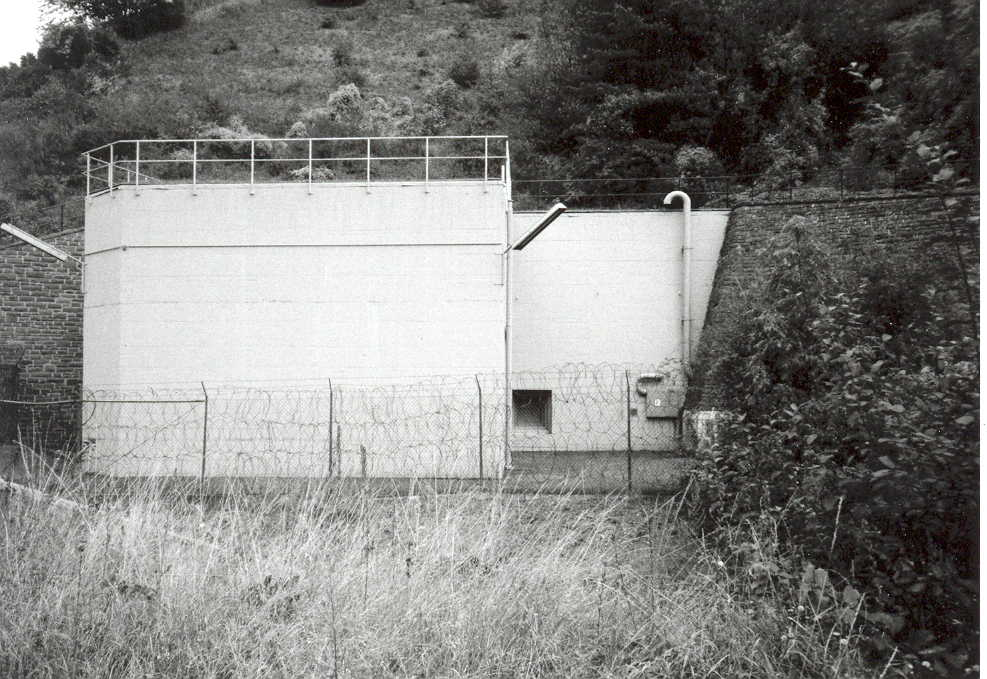
Eingang zum Bauteil West-Ost des Regierungsbunkers

FALLEX 66 hatte einen sehr politischen Hintergrund, da bei dieser Übung auf Wunsch der Bundesregierung erstmals bundesdeutsche Politiker aktiv beteiligt waren. Die Bundesregierung nahm die sich bietende Gelegenheit wahr, um die seinerzeit noch nicht verabschiedeten und sehr umstrittenen Notstandsgesetze zu erproben.
Um die Übung realistischer scheinen zu lassen, wurde der Gemeinsame Ausschuss Ueb (übungshalber) im für den Fall eines Atomkrieges vorgesehenen Ausweichsitz der Verfassungsorgane des Bundes für Krise und Krieg (AdVB) in Marienthal untergebracht.
Beteiligt an FALLEX 66 waren über 1.200 Ministerialbeamte und Militärs und 44 Bundestagsabgeordnete, darunter auch Innenminister Paul Lücke (CDU) als Bundeskanzler Ueb. Ziel der Übung war nicht zuletzt, Bedenken der SPD-Abgeordneten gegenüber den Notstandsgesetzen auszuräumen und ihnen einen Einblick in die Regierungsverantwortung zu geben, um so die Zwei-Drittel-Mehrheit für die erforderliche Grundgesetzänderung zu beschaffen. Aus diesem Grund wurde die Große Koalition unter Kurt Georg Kiesinger und Willy Brandt später auch „Bunkerkoalition“ genannt.

## Übungsverlauf
Das Übungsszenario FALLEX 66 ging von folgenden Annahmen aus:

### TOP GEAR
Am 12. Oktober 1966 trafen erste Berichte über zunehmende Spannungen auf dem Balkan ein. Kurze Zeit später besetzten Satellitenstaaten der Sowjetunion (in der Übung als Orange bezeichnet) das neutrale Jugoslawien (neutrales Braunland auf dem Balkan) und bereiteten eine Invasion der Türkei (nicht näher definiertes NATO-Land) vor. Nach gezielten Sabotageakten übertraten erste Einheiten des Gegners die innerdeutsche Grenze.
Für die Lage in Mitteleuropa schien der Einsatz konventioneller Waffen ausreichend. Auf dem Balkan jedoch wurde die Lage immer prekärer, und so ging beim Gemeinsamen Ausschuss ein Antrag auf Zustimmung zum Einsatz taktischer Atomwaffen auf dem Balkan ein.
Der Gemeinsame Ausschuss stimmte diesem Antrag zu, unter der Bedingung, dass das betroffene Land mit dem Einsatz einverstanden sei. Zum simulierten Einsatz von Kernwaffen kam es allerdings nicht. Die Androhung des Einsatzes brachte Orange zur Besinnung, und diese bot einen Waffenstillstand und weitere Verhandlungen an.
Nach vier Tagen endete die Übung mit einem Sieg der NATO-Truppen. In dieser Zeit wurden vom Gemeinsamen Ausschuss 17 geheime Schubladengesetze und 29 weitere Verordnungen erlassen.

### JOLLY ROGER und FULL MOON
Später wurde bekannt – namentlich der FDP-Politiker Wolfram Dorn äußerte sich dahingehend – dass die Abgeordneten nur einem Teil (TOP GEAR) der Übung beigewohnt hatten. TOP GEAR sollte die Politiker durch einen äußerst günstigen Verlauf der Ereignisse nicht zu stark verunsichern.
Die folgenden Teile JOLLY ROGER und FULL MOON wurden ohne Beteiligung von Politikern durchgeführt und nahmen einen wesentlich ungünstigeren Verlauf.
Mit JOLLY ROGER wurde ein globaler nuklearer Schlagabtausch (sog. all-out war) simuliert und FULL MOON hatte die militärische und zivile Reorganisation nach einem solchen Schlagabtausch zum Gegenstand.
Die Notstandsgesetze wurden von der Großen Koalition aus SPD und CDU verabschiedet und traten am 28. Juni 1968 in Kraft.